# Майдан Сопотський Другий
Майдан Сопотський Другий (пол. Majdan Sopocki Drugi) — село в Польщі, у гміні Сусець Томашівського повіту Люблінського воєводства. Розташоване на Закерзонні (на історичній Холмщині). Населення — 585 осіб (2011).

## Історія
У 1975—1998 роках село належало до Замойського воєводства.

## Населення
Демографічна структура станом на 31 березня 2011 року:
|          | Загалом | Допрацездатний вік | Працездатний вік | Постпрацездатний вік |
| -------- | ------- | ------------------ | ---------------- | -------------------- |
| Чоловіки | 286     | 63                 | 199              | 24                   |
| Жінки    | 299     | 60                 | 176              | 63                   |
| Разом    | 585     | 123                | 375              | 87                   |